# Canals del Krishna
Els canals del Krishna és un sistema de canals del delta del riu Krishna construïts mitjançant obres a la zona de Bezwada al districte del Kistna on es va fer un embassament iniciat el 1853 i acabat el 1854. Aquest punt està a 72 km de la costa (en línia recta) i després de Bezwada l'aigua del riu corre per un canal a nivell més alt que el territori que el rodeja. El sistema s'organitza llavors en deu canals principals amb branques secundàries que porten l'aigua per totes parts del delta i connecten el nord amb els canals Godavari i al sud amb el canal Buckingham.

## Dimensions
La línia principal de canals mesura 599 km dels que 494 són navegables; els canals secundaris mesuren 2624 km. Amb això es regaven 2500 km² de terres del govern britànic i una superfície indeterminada dels zamindaris que després de la seva abolició el 1953 van passar a ser també terres de l'estat.